# Rondo Honorowych Dawców Krwi w Zamościu

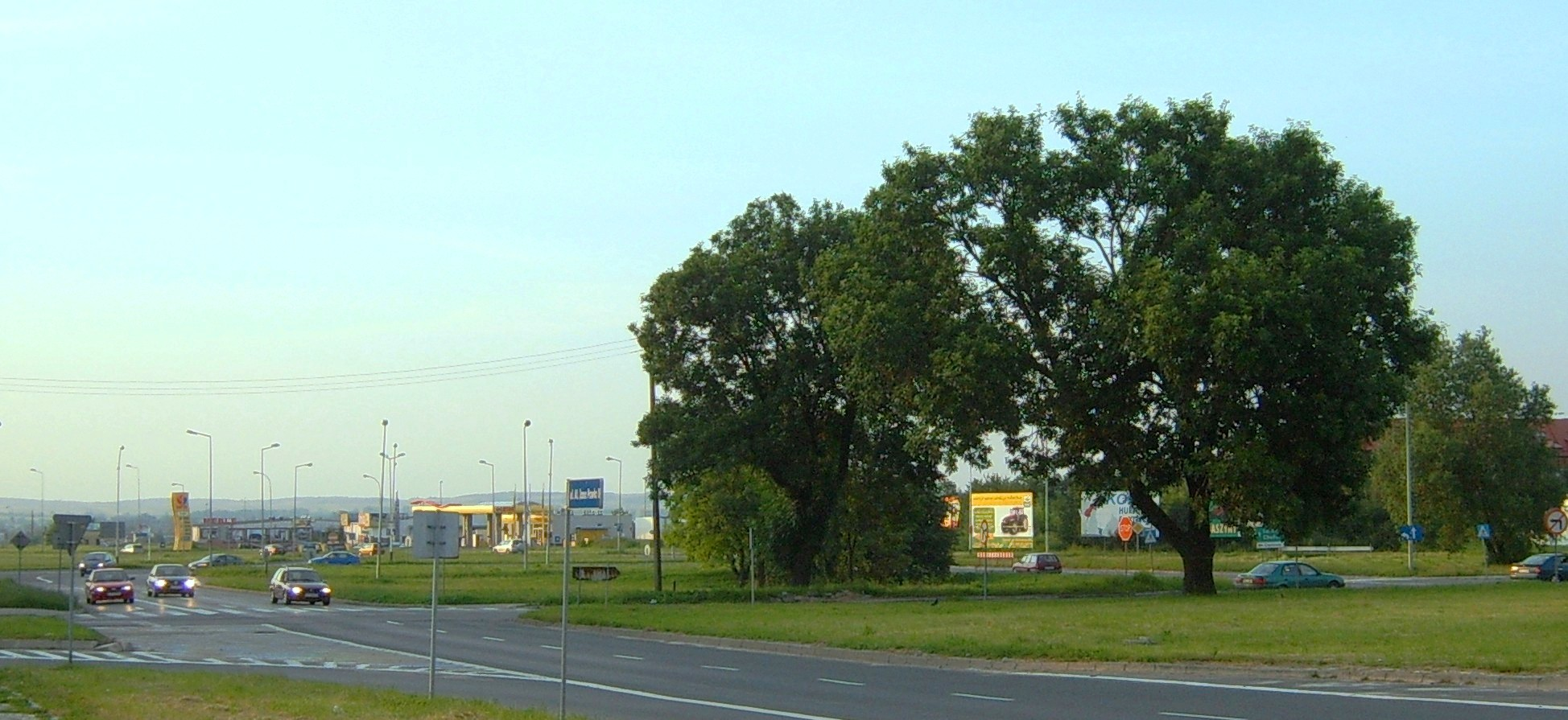
Rondo Honorowych Dawców Krwi przed remontem; widok od południa w kierunku ul. Legionów

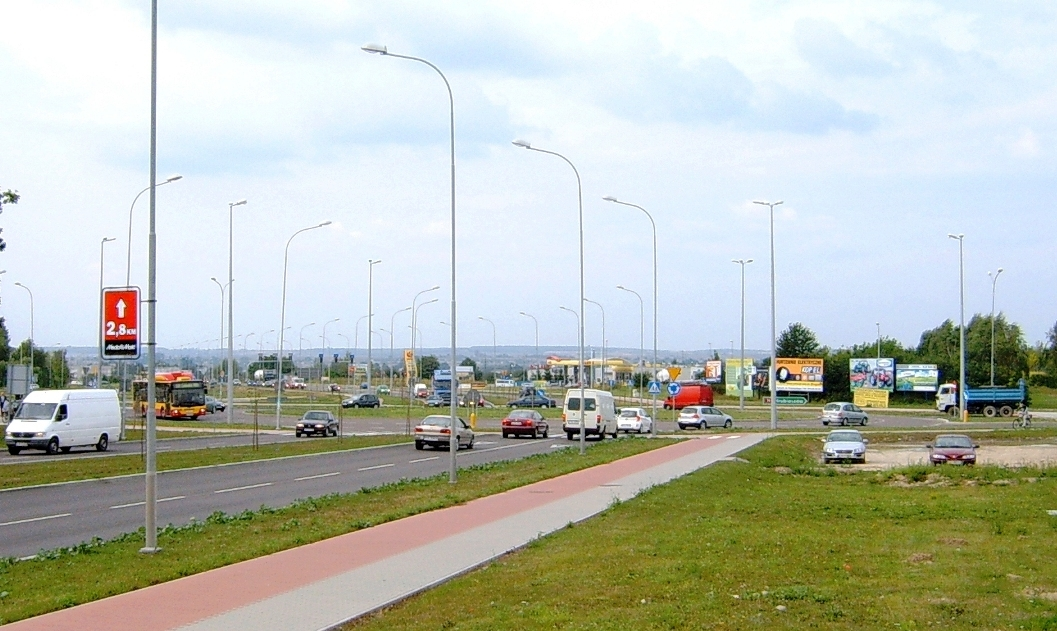
Rondo Honorowych Dawców Krwi po przebudowie

Rondo Honorowych Dawców Krwi – rondo we wschodniej części Zamościa, na Obwodnicy Hetmańskiej na skrzyżowaniu DK17 i DK74. 
W pierwotnych założeniach miało to być rondo, pomiędzy odrębnymi jezdniami ul. S. Wyszyńskiego (od zachodu) i północną jezdnią ul. Hrubieszowskiej (od wschodu), które jednak po kolejnych etapach budowy Obwodnicy Hetmańskiej zostało zamienione na pewnego rodzaju skrzyżowanie. Niemniej przyjęto, iż jest to rondo (w związku z nadaniem mu obecnej nazwy), pomimo że do czasu remontu w 2011 r. składało się z dwóch części: okrągłego ronda w północnej części oraz nieregularnej, czworobocznej wyspy stanowiącej jego południową część, pomiędzy którymi przejazd był zamknięty. W roku 2011 zostało gruntownie przebudowane (w ramach miejskiego projektu obejmującego m.in. remont i rozbudowę fragmentu obwodnicy) w obecne, większe rondo (bez dodatkowych wysepek).
Jego nazwa zapewne wiąże się z wybudowaniem w pobliżu Wojewódzkiego Szpitala im. Jana Pawła II, gdzie działa również centrum krwiodawstwa.
Rondo łączy ulice:
- ul. Prymasa Stefana Wyszyńskiego – od zachodu,
- ul. Legionów – od północy,
- ul. Hrubieszowska – od południowego zachodu i od wschodu,
- al. Jana Pawła II – od południa.

Rondo to jest częścią Obwodnicy Hetmańskiej ukończonej w 2004 roku oraz Obwodnicy Śródmiejskiej.